# 安多弗 (新澤西州)
安多弗（英語：Andover）是位於美國新澤西州蘇塞克斯縣的自治市鎮。

## 人口
根據2020年美國人口普查的數據，安多弗的面積為3.53平方千米，當中陸地面積為3.49平方千米，而水域面積為0.04平方千米。當地共有人口595人，而人口密度為每平方千米169人。